# Nitocrella
Nitocrella är ett släkte av kräftdjur. Nitocrella ingår i familjen Ameiridae.

## Dottertaxa tillNitocrella, i alfabetisk ordning[1]
- Nitocrella aestuarina
- Nitocrella afghanica
- Nitocrella africana
- Nitocrella asiatica
- Nitocrella calcaripes
- Nitocrella caraioni
- Nitocrella chappuisi
- Nitocrella cubanorum
- Nitocrella delayi
- Nitocrella gracilis
- Nitocrella hirta
- Nitocrella hoffmilleri
- Nitocrella hypogaea
- Nitocrella incerta
- Nitocrella iranica
- Nitocrella jankowskajae
- Nitocrella japonica
- Nitocrella kirgizica
- Nitocrella kosswigi
- Nitocrella kyzylkumica
- Nitocrella mara
- Nitocrella monchenkoi
- Nitocrella montana
- Nitocrella morimotoi
- Nitocrella motasi
- Nitocrella nana
- Nitocrella negreai
- Nitocrella neutra
- Nitocrella omega
- Nitocrella polychaeta
- Nitocrella psammophila
- Nitocrella pseudotianschanica
- Nitocrella reducta
- Nitocrella slovenica
- Nitocrella stammeri
- Nitocrella stetinai
- Nitocrella tianschanica
- Nitocrella tonsa
- Nitocrella unispinosa
- Nitocrella vasconica
- Nitocrella yokotai